# Poulter (rivière)
Pour les articles homonymes, voir Poulter.
La rivière Poulter (anglais : Poulter River) est une rivière de la région de Canterbury de l’île du Sud de la Nouvelle-Zélande et un affluent du fleuve Waimakariri. 

## Géographie
La rivière Poulter prend naissance sur les pentes sud du Mont Koeti dans le parc national d'Arthur's Pass, s’écoulant essentiellement vers le sud-ouest pour atteindre la rivière Waimakariri à 15 km à l’est de la ville de Cass.